# Olten

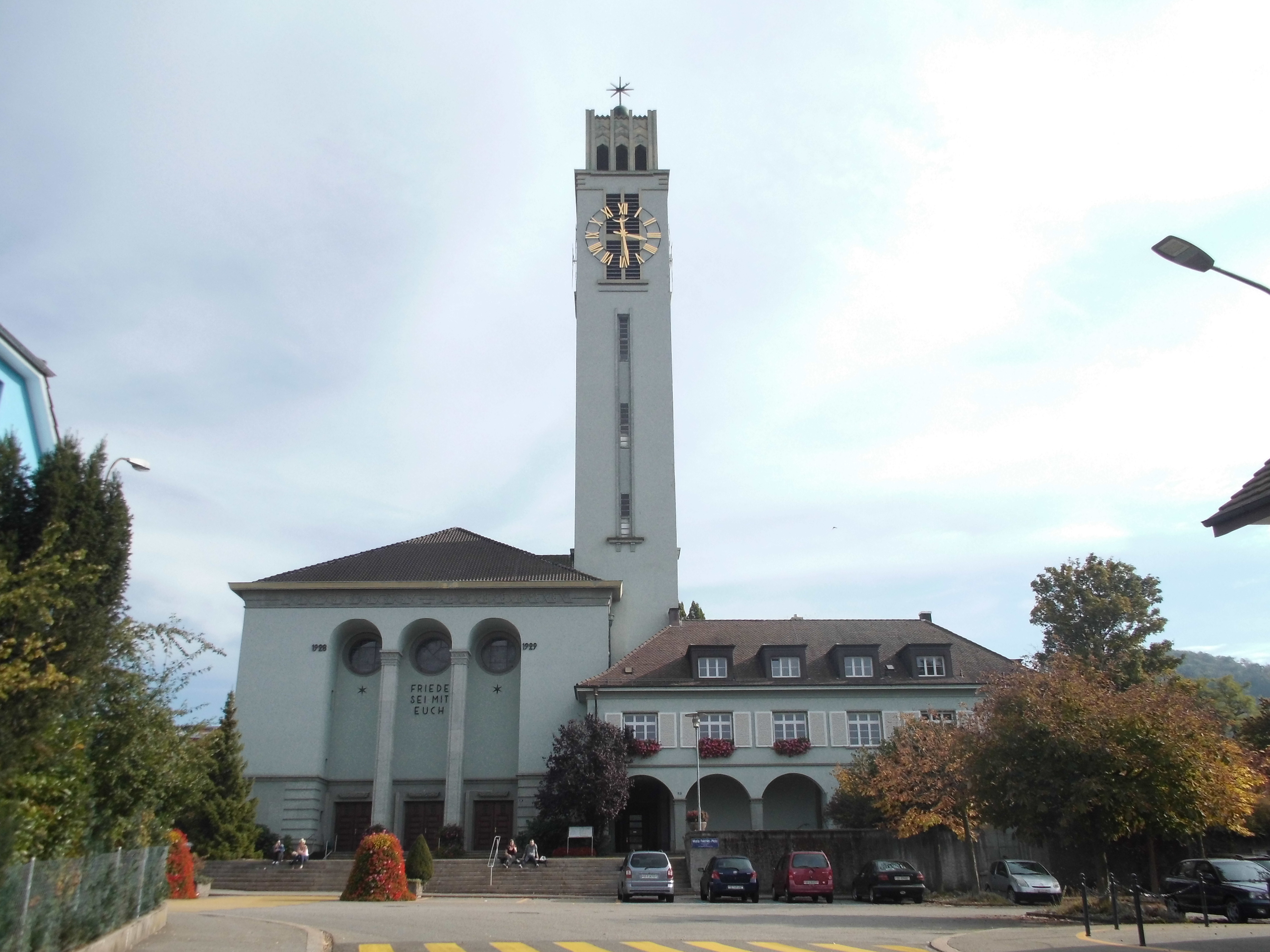
Evang. Ref. Friedenskirche an der Reiserstrasse in Olten

Olten ist eine Stadt, politische Gemeinde und der Hauptort des gleichnamigen Bezirks im Kanton Solothurn in der Schweiz. Olten ist die grösste Stadt des Kantons und als wichtiger Bahnknoten der Schweiz eine Eisenbahnerstadt zwischen den Grossstädten Zürich, Basel und Bern, als vierter Bezugspunkt im Süden die Agglomeration Luzern.

## Geographie
Olten liegt in einem Talkessel beidseits der Aare am Jurasüdfuss, zwischen der südlichsten Kette des Faltenjuras und der vorgelagerten Hügelreihe Born, Engelberg und Säli, wobei letzterer als der Hausberg von Olten gilt. Im Süden gehören die links der Aare gelegene Hälfte der grossen Aareklus zwischen Born und Säli, das Ruttigertal, und das Areal von Ruppoldingen südlich des Born zum Gemeindegebiet. Zwischen dem Born und dem Juraabhang liegt der nordöstliche Abschluss der Gäuebene mit der Dünnern auf dem Gebiet der Stadt Olten.
Das Gemeindeareal umfasst eine Fläche von 1149 Hektaren, davon sind 457 Hektaren (40 %) bewaldet.
Nachbargemeinden von Olten sind Boningen, Kappel (SO) und Wangen bei Olten im Westen der Stadt, Trimbach und Winznau im Norden, Starrkirch-Wil und Dulliken im Osten sowie die Aargauer Gemeinden Aarburg und Rothrist im Süden.
Damit ist Olten das Zentrum einer Agglomeration von (je nach Abgrenzung) etwa 50'000 Einwohnern.

## Wappen
Blasonierung:
In Weiss auf grünem Dreiberg drei rotbestammte grüne Tannen
Ein hochmittelalterliches Wappen von Olten ist nicht bekannt. Seit dem späten 14. Jahrhundert führte Olten als Landstadt im Territorium der Stadt Basel das Zeichen des Baselstabs im Wappen. Ein neues Siegel aus der Zeit um 1580 zeigte drei Buchsbäume. Nach dem Bauernkrieg von 1653 entzog die Stadt Solothurn der Untertanenstadt Olten das Recht, mit diesem Siegel Urkunden zu beglaubigen. Das Wappen mit drei Tannen wurde spätestens seit dieser Zeit verwendet. In der Helvetik erhielt die Stadt Olten um 1800 das Siegelrecht wieder zurück. Seit diesem Zeitpunkt gilt für die Stadt Olten auch das neue Siegel mit drei Tannen.

## Bevölkerung
| Bevölkerungsentwicklung | Bevölkerungsentwicklung | Bevölkerungsentwicklung | Bevölkerungsentwicklung | Bevölkerungsentwicklung | Bevölkerungsentwicklung | Bevölkerungsentwicklung | Bevölkerungsentwicklung | Bevölkerungsentwicklung | Bevölkerungsentwicklung |        |  |
| ----------------------- | ----------------------- | ----------------------- | ----------------------- | ----------------------- | ----------------------- | ----------------------- | ----------------------- | ----------------------- | ----------------------- | ------ |  |
| Jahr                    | um 1660                 | 1739                    | 1798                    | 1850                    | 1900                    | 1950                    | 1970                    | 2000                    | 2020                    | 2024   |  |
| Einwohner               | ca. 500                 | 888                     | 1223                    | 1634                    | 6969                    | 16'485                  | 21'209                  | 16'757                  | 18'496                  | 19'840 |  |

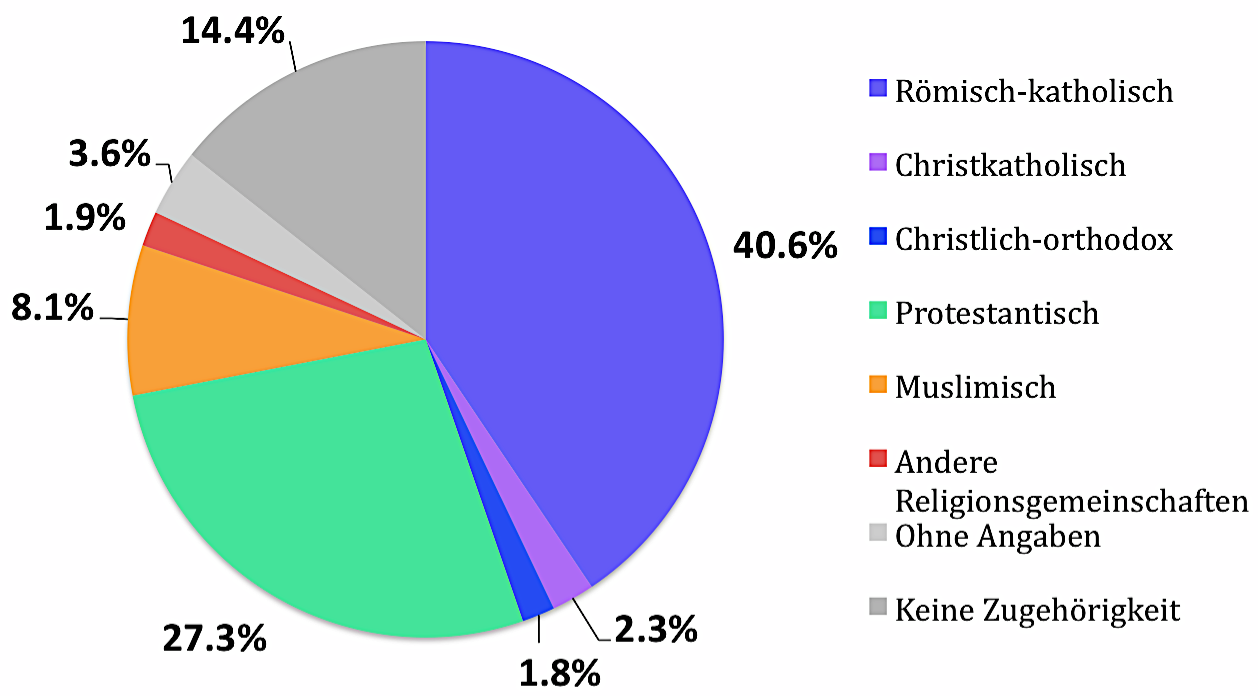
Religionszugehörigkeit der Einwohner Oltens (Stand: Volkszählung aus dem Jahr 2000)

Die Einwohnerzahl Oltens ging gegen Ende des 20. Jahrhunderts zurück, von einst über 20'000 auf zwischenzeitlich knapp 17'000, bedingt durch die Deindustrialisierung, aber auch durch den in Stadtregionen üblichen Suburbanisierungsprozess. In den letzten Jahren nahm die Bevölkerungszahl der Stadt wieder zu und lag 2022 bei über 19'000.  Olten ist vor Grenchen und dem Kantonshauptort Solothurn die grösste Gemeinde des Kantons.
Bei der Volkszählung vom Dezember 2000 wurde ein Ausländeranteil von 26 % ermittelt, den grössten Anteil stellen Italiener und Bürger des ehemaligen Jugoslawien.

### Religionen und Kirchen

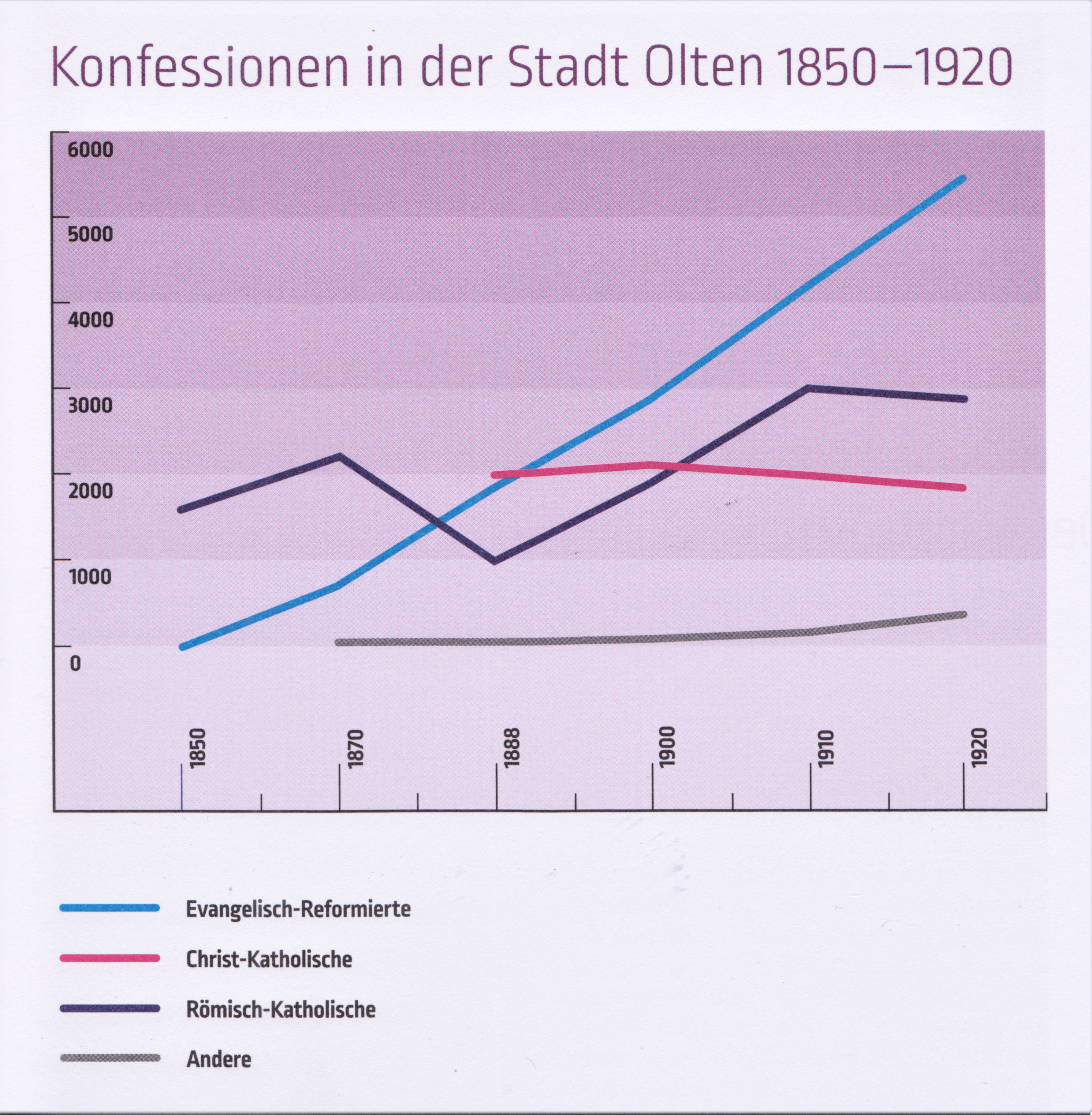
Veränderung des Anteils der Konfessionen 1850 bis 1920 in Olten

Eine erste, dem heiligen Martin geweihte Kirche ruhte auf römischen Fundamenten, über das Patronatsrecht verfügte das Chorherrenstift Zofingen. Sie fiel dem Oltner Stadtbrand von 1422 zum Opfer. An ihrer Stelle wurde ein einfacher, 1461 eingeweihter Saalbau errichtet, 1521 ergänzt mit einem Turm. Dieses Gotteshaus wurde 1844 abgebrochen, übrig blieben einzig der Kirchturm auf dem heutigen Ildefonsplatz und eine Mauer mit einer bemalten Fensteröffnung. Es wurde 1806–1813 ersetzt durch die neue Stadtkirche ausserhalb des Mauerrings. Das durch Martin Disteli entworfene Altarbild stellt das Jüngste Gericht dar.
In der Reformation blieb Olten katholisch. Im Kulturkampf beanspruchten die Christ-Katholiken die Stadtkirche. Die Römisch-Katholiken feierten deshalb ab 1873 die Messe in einen Privathaus, 1876 konnten sie eine Notkirche beziehen, und am 14. August 1910 wurde die nach Plänen von August Hardegger gebaute neue St. Martinskirche an der Ringstrasse eingeweiht.
Das Kapuzinerkloster, gefördert vom Solothurner Schultheissen Johann Schwaller, wurde 1646 gegründet und am 10. Oktober 1649 eingeweiht; ebenfalls am zweiten Oktobersonntag, den 8. Oktober 1651, wurde in einer feierlichen Translation der Leib des Katakombenheiligen Sankt Theodor in die Klosterkirche überführt. 1730 kam eine Reliquie des Fidelis von Sigmaringen hinzu. Nach dem auch die Missionsprokura, die Heimatbasis der Kapuzinermissionare, den Sitz in Olten aufgegeben hatte, verliessen nach Ostern 2024 die letzten Ordensbrüder das Kloster.
Mit dem Wachstum der Eisenbahnstadt Olten wuchs auch die römisch-katholische und reformierte Wohnbevölkerung. Auf Initiative von Ingenieur Niklaus Riggenbach, dem Leiter der Centralbahn-Werkstätte Olten, wurde 1860 an der heutigen Von-Roll-Strasse ein reformiertes Kirchlein erbaut. 1928/1929 wurde die Art-déco-Friedenskirche (Architekt Friedrich von Niederhäusern, Glasgemälde von Jacques Düblin) an der Reiserstrasse errichtet, 1969 konnte die Pauluskirche in der Jurasüdfuss-Architektur (Solothurner Schule) auf der linken Stadtseite eingeweiht werden.
Mit der 1953 eingeweihten Marienkirche erhielten auch die Römisch-Katholiken auf der rechten Stadtseite ein eigenes Gotteshaus. Als Architekt fungierte Hermann Baur. Die Chorwand ist geschmückt mit einem Wandbild von Ferdinand Gehr.

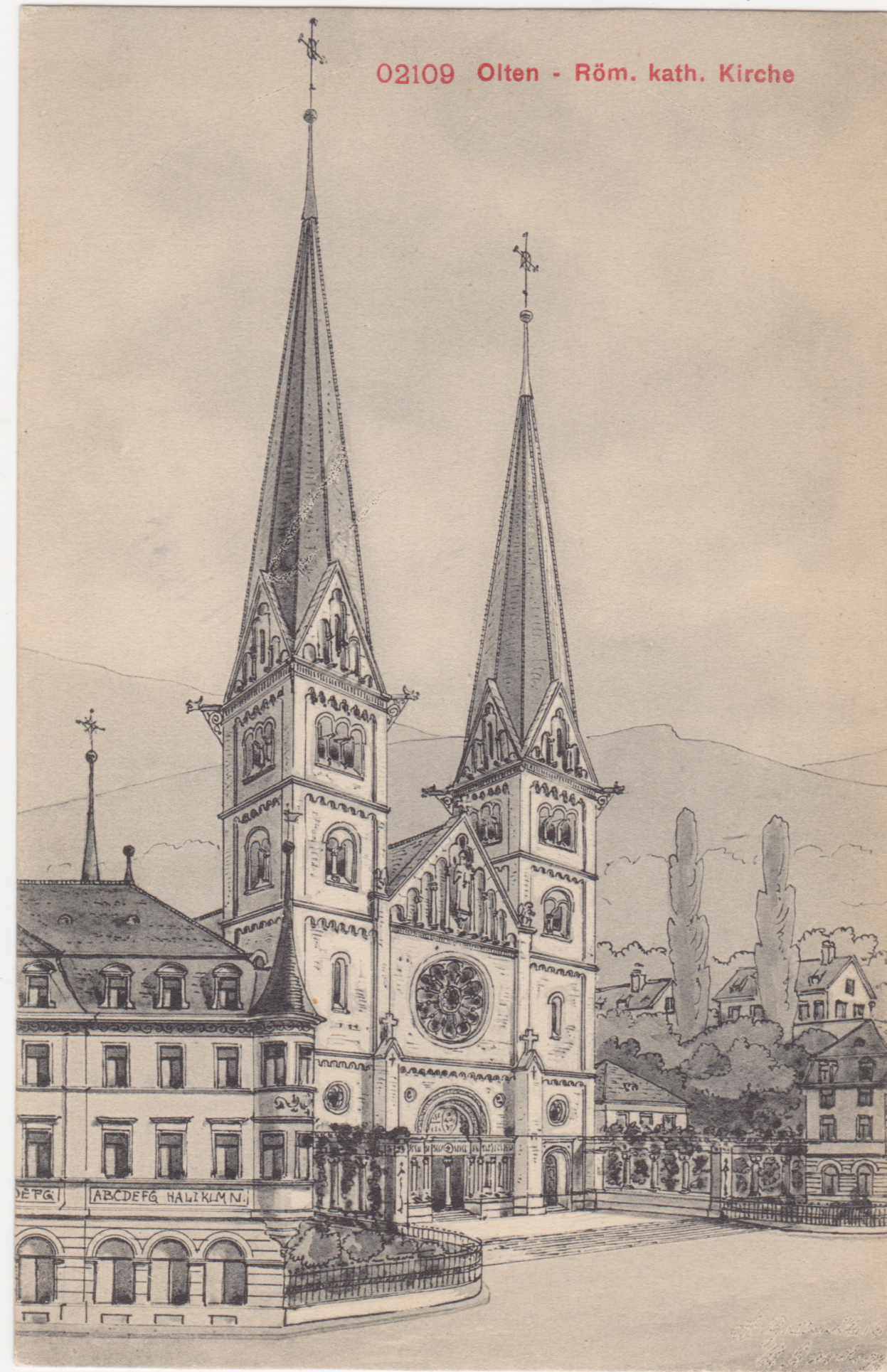
Ansichtskarte der Martinskirche nach einer Skizze von Architekt August Habegger mit einem aufrecht stehenden heiligen Martin in der Fassade

An den Einfallstrassen rund um Olten stehen mehrere Kapellen, die Bethlehemkapelle im Kalchofen verfügt über die farbigen Kirchenfenster «Meditationen» des Baselbieter Glasmalkünstlers Lukas Düblin, die Dreifaltigkeitskapelle in Trimbach über eine Innenausstattung (Altartisch) des Sakralkünstlers Albert Schilling.
Nach der Aufhebung des Burgfriedhofs wurden 1917 im Waldfriedhof «Meisenhard» neue Grabfelder, eine Abdankungshalle und ein Krematorium bezogen, seit 1972 ergänzt durch ein Kolumbarium des Architekten Hans Zaugg.
Der Anteil der Menschen römisch-katholischer Konfession betrug im Dezember 2004 41 %. Dahinter folgten die Reformierten mit 26 % Anteil. 12 % sind konfessionslos.
Obwohl die Christkatholiken aktuell nur 2 % der Bevölkerung ausmachen, hat Olten für die christkatholische Kirche eine wesentliche Bedeutung: Hier entstand in der Stadtkirche die durch den Oltner Walther Munzinger gegründete erste christkatholische Gemeinde der Schweiz; 1875 fand die erste Nationalsynode der christkatholischen Kirche in Olten statt, der Oltner Pfarrer Eduard Herzog wurde 1876 zum ersten christkatholischen Bischof gewählt. Auch heute noch hat Olten eine der grössten christkatholischen Gemeinden der Schweiz.
An der Grenze zu Trimbach befindet sich eine Gemeinde der "freikirchlichen" Vereinigung Apostolischer Christen und gleichzeitig die schweizerische Verwaltung dieser Gemeinschaft.

## Sprache
In Olten wird traditionell ein Mischdialekt gesprochen, der sich deutlich vom Stadt-Solothurner Dialekt unterscheidet. Er enthält Gemeinsamkeiten mit Dialekten aus dem Bernbiet, dem Baselbiet und dem Aargauer Dialekt, der dem Zürcher Dialekt nahesteht. Insofern schlägt sich die zentrale Lage zwischen drei Schweizer Grosszentren auch sprachlich nieder.
Die Bezeichnung «Bahnhofbuffet-Olten-Dialekt» bezieht sich allerdings nicht auf den Oltner Dialekt, sondern bezeichnet scherzhaft einen schweizerdeutschen Allerweltsdialekt, dem eine bestimmte regionale Herkunft nicht mehr anzuhören sei – benannt nach dem beliebten zentralen Versammlungsort für nationale Verbände und informelle Treffen mit Teilnehmern aus allen vier Himmelsrichtungen (siehe Bahnhofbuffet Olten und den unteren Abschnitt Verkehr).

## Verkehr

### Eisenbahn

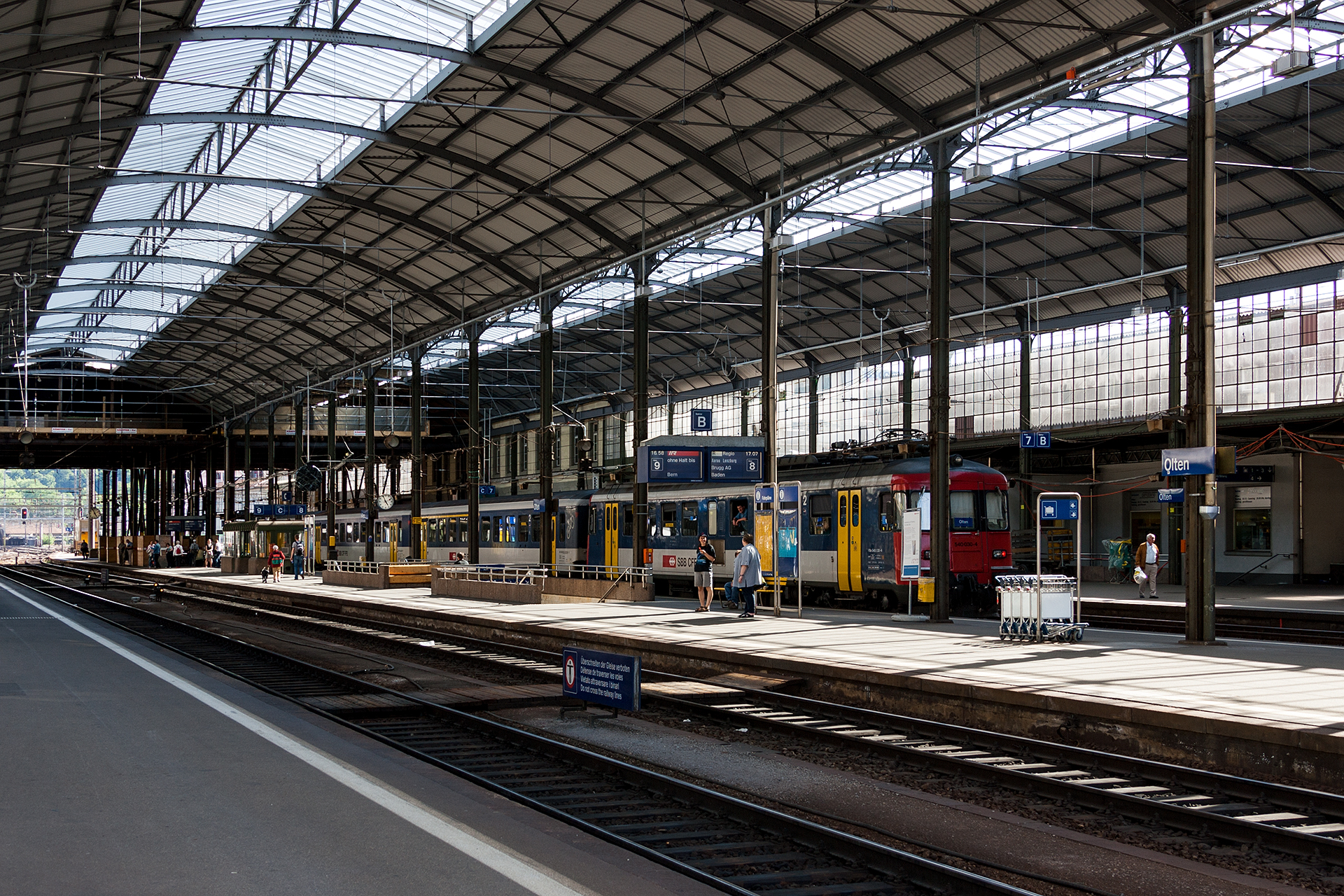
Bahnhof Olten

Olten, historisches Luftbild von 1919, aufgenommen aus 400 Metern Höhe von Walter Mittelholzer

Aarebrücken der alten Hauenstein-Linie und der Hauenstein-Basislinie nahe Olten

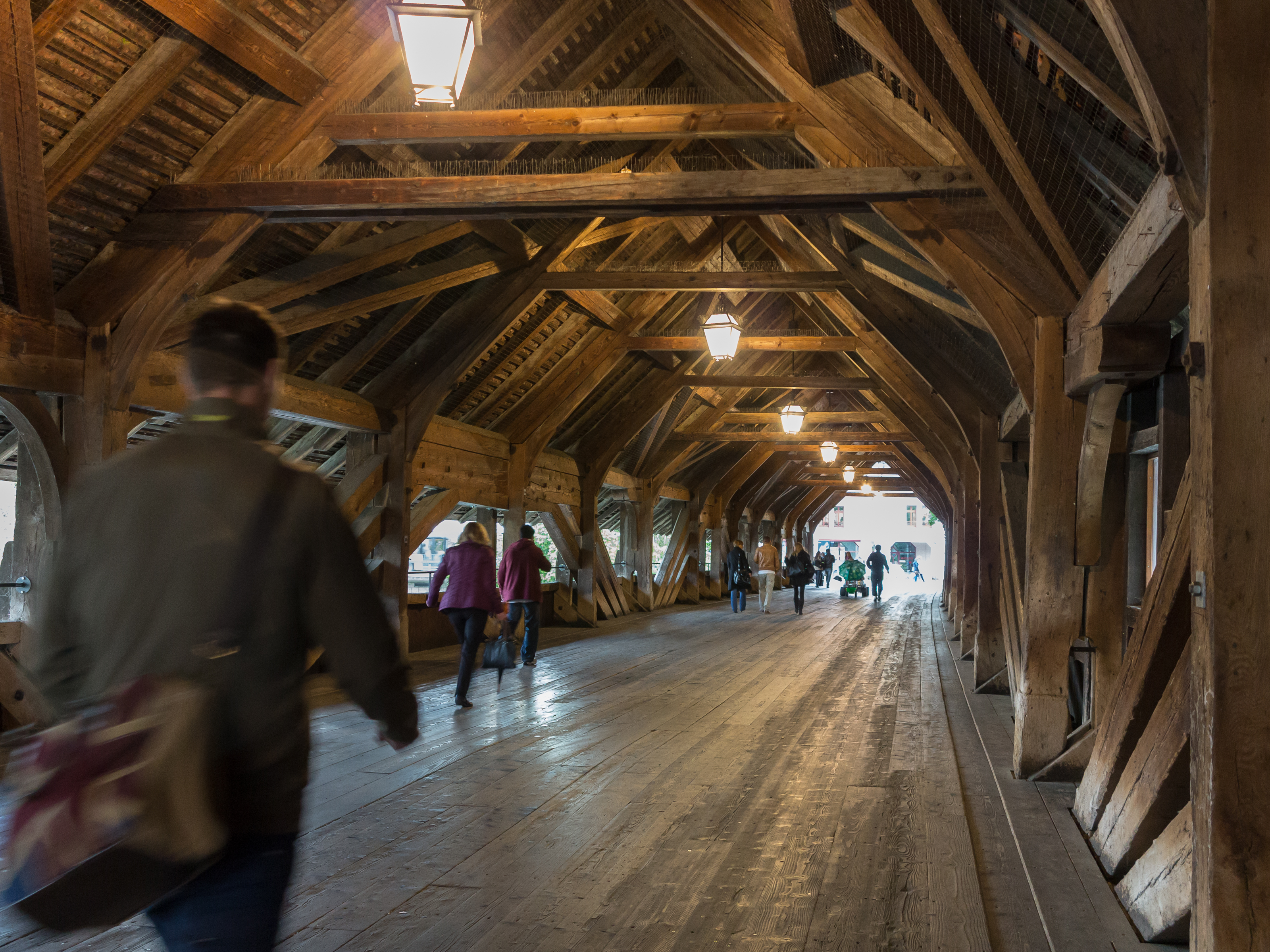
Langsamverkehr auf der alten Holzbrücke

Olten ist als wichtiger Eisenbahnknotenpunkt eine typische Eisenbahnstadt. Die weiträumigen Bahnanlagen des Bahnhofs Olten befinden sich östlich der Aare. In der Stadt treffen die Nord-Süd-Achse Basel–Mailand (Hauensteinlinie, Gotthardbahn), die West-Ost-Achse Genf–St. Gallen (Bahnstrecke Olten–Bern, Jurasüdfusslinie) sowie einige Regionallinien zusammen. Der grosse, repräsentative Bahnhof in Insellage aus dem Jahr 1903 mit Perronhalle ist im System der SBB ein Knotenbahnhof, d. h. immer zur vollen und zur halben Stunde treffen aus allen Richtungen die Züge ein. Dies erlaubt den Reisenden, bequem und rasch umzusteigen. Überwacht wird der Bahnbetrieb durch Fahrdienstleiter in der Betriebszentrale (BZ) Mitte, welche gut sichtbar neben den Perronanlagen untergebracht ist. Aus der am 1. März 2015 in Betrieb genommenen Betriebszentrale Mitte wird der Zugverkehr auf den nördlichen Gotthard- und Simplon-Zubringern sowie der West-Ost-Verkehr der SBB gelenkt.
Die SBB unterhalten zudem an diesem zentralen Punkt im Netz nördlich des Personenbahnhofes einen Rangierbahnhof, der allerdings vergleichsweise klein ist, seit 1927 keinen Ablaufberg mehr besitzt und auf dem seit 2008 keine Zugzerlegung mehr stattfindet. Die Gleise werden aber anderweitig weiter benutzt. Hier ist beispielsweise der ausrangierte RABDe 12/12 abgestellt. Ausserdem sind mehrere Wartungsabteilungen in Betrieb, so unter anderem das grosse Industriewerk SBB, früher «Hauptwerkstätte» genannt. Im Frühjahr 2011 hat SBB Cargo International ihren Hauptsitz in Olten nahe dem Bahnhof bezogen.
Wegen der Lage Oltens als wichtiger Bahn-Kreuzungspunkt der Ost-West- und Nord-Süd-Achse wird die Stadt oft für Versammlungen von Unternehmen und nationalen Organisationen gewählt, die naheliegenderweise häufig im Bahnhofbuffet Olten stattfinden.

### Strasse
Südlich der Stadt verläuft die Autobahn A1 von Zürich nach Bern, im Westen die Autobahn A2 durch den Belchentunnel nach Basel. Olten leidet unter dem Durchgangsverkehr. In den Stosszeiten kommt es regelmässig zu Staus auf den Einfallstrassen und im Stadtzentrum. Im Jahr 2013 wurde eine grosse Umfahrung («Entlastung Region Olten») eröffnet; sie soll den Verkehr durch die Innenstadt reduzieren.

### Bus
Der Busbetrieb Olten Gösgen Gäu (BOGG) unterhält ein dichtes Busnetz in Stadt und Umgebung. Die Schweizerische Post betreibt eine Postauto-Linie nach Wolfwil und Oensingen.

## Politik

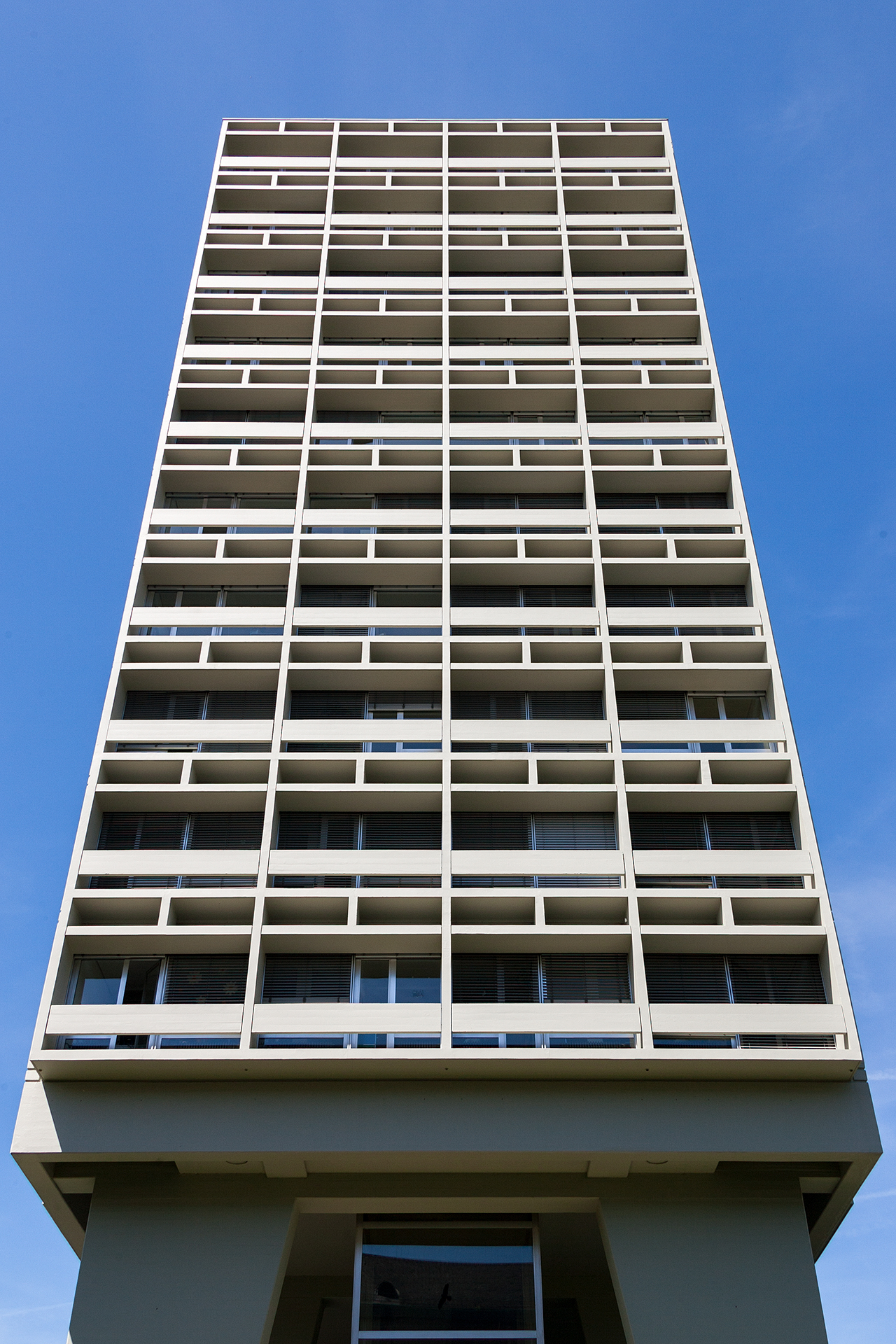
Stadthaus

### Gemeindeparlament (Legislative)
Die Anliegen der Bevölkerung werden durch das Gemeindeparlament vertreten. Es besteht aus 40 Mitgliedern (bis zur Wahl 2017 aus 50 Mitgliedern) und wird alle vier Jahre im Proporzwahlverfahren gewählt. Die Grafik zeigt die Sitzverteilung nach der Wahl vom 13. April 2025.
| \| Partei \| 2009* \| 2013* \| 2017 \| 2021 \| 2025 \| \| ------------ \| ----- \| ----- \| ---- \| ---- \| ---- \| \| FDP \| 12 \| 12 \| 9 \| 9 \| 7 \| \| SP \| 13 \| 13 \| 9 \| 7 \| 8 \| \| Olten jetzt! \| – \| – \| 4 \| 6 \| 7 \| \| SVP \| 7 \| 7 \| 5 \| 5 \| 6 \| \| Grüne \| 7 \| 6 \| 4 \| 5 \| 5 \| \| Die Mitte \| 7 \| 7 \| 4 \| 3 \| 2 \| \| Junge SP \| 0 \| 1 \| 3 \| 2 \| 1 \| \| Grünliberale \| 1 \| 2 \| 1 \| 2 \| 3 \| \| EVP \| 2 \| 2 \| 1 \| 1 \| 1 \| * Vor 2017: Total 50 Sitze | Insgesamt 40 Sitze - Grüne: 5 - SP: 8 - Junge SP: 1 - Olten jetzt: 7 - EVP: 1 - GLP: 3 - Mitte: 2 - FDP: 7 - SVP: 6 |       |      |      |      |
| Partei | 2009* | 2013* | 2017 | 2021 | 2025 |
| FDP | 12 | 12    | 9    | 9    | 7    |
| SP | 13 | 13    | 9    | 7    | 8    |
| Olten jetzt! | – | –     | 4    | 6    | 7    |
| SVP | 7 | 7     | 5    | 5    | 6    |
| Grüne | 7 | 6     | 4    | 5    | 5    |
| Die Mitte | 7 | 7     | 4    | 3    | 2    |
| Junge SP | 0 | 1     | 3    | 2    | 1    |
| Grünliberale | 1 | 2     | 1    | 2    | 3    |
| EVP | 2 | 2     | 1    | 1    | 1    |

### Stadtrat (Exekutive)
Der Stadtrat von Olten besteht aus einem Stadtpräsidenten im Vollamt sowie vier Mitgliedern im Nebenamt. Die Mitglieder werden im Majorzverfahren gewählt.
Die fünf aktuellen Stadträte für die Legislaturperiode August 2021–2025 sind:
- Thomas Marbet (SP), Stadtpräsident
- Marion Rauber (SP)
- Benvenuto Savoldelli (FDP)
- Nils Loeffel (Olten jetzt!)
- Raphael Schär-Sommer (Grüne)

### Nationale Wahlen
Bei den Schweizer Parlamentswahlen 2019 betrugen die Wähleranteile in Olten: SP 26,2 %, Grüne 20,1 %, SVP 16,1 %, FDP 15,8 %, glp 8,7 %, CVP 8,3 %, EVP 1,8 %, BDP 1,7 %.

### Städtepartnerschaften
Olten hat Städtepartnerschaften mit:
- Altenburg, Thüringen (Deutschland)
- Stierva, Kanton Graubünden (Schweiz); die ehemalige Gemeinde Stierva ist aufgrund einer Volksabstimmung anfangs 2015 durch Fusion zusammen mit andern Gemeinden im Kreis Alvaschein in der neuen Gemeinde Albula/Alvra aufgegangen.

## Bildung
Olten ist ein bedeutender Bildungsstandort. In der Stadt befinden sich die Fachhochschule Nordwestschweiz mit den Bereichen Wirtschaft, angewandte Psychologie, Soziale Arbeit sowie das Institut für Optometrie (Teil der Hochschule für Technik), das Berufsbildungszentrum Olten, die Kantonsschule Olten und das Heilpädagogische Schulzentrum hpsz. Dazu kommen zahlreiche Privatschulen.
Der Bevölkerung steht eine Stadtbibliothek zur Verfügung. Für eine noch breitere Auswahl kann die Zentralbibliothek Solothurn benützt werden.
Seit 1816 wird alle zwei Jahre das Oltner Schulfest gefeiert, jeweils am Wochenende vor Beginn der Sommerferien, heute in den ungeraden Jahren, mit einem grossen Umzug am Sonntag.

## Gesundheitswesen
Das Kantonsspital Olten wurde 1880 eröffnet. In den 1960er Jahren wurde ein Neubau der Architekten Frey und Schindler errichtet, 1995 begann eine längere Um- und Neubauphase, die 2012 abgeschlossen wurde. Seit 2006 ist das Kantonsspital Teil der Solothurner Spitäler AG.

## Kultur

### Theater
Das Oltner Stadttheater ist alljährlich der Hauptveranstaltungsort der Oltner Kabarett-Tage. Olten zählt zudem einige Kleintheater, z. B. das Schwager-Theater und das Theaterstudio Olten.

### Museen
In Olten gibt es vier Museen. Es sind dies das Historische Museum, das Kunstmuseum und das Naturmuseum der Stadt Olten sowie das Archäologische Museum Kanton Solothurn. Alle vier Museen liegen am Rande der Oltner Altstadt nahe der Stadtkirche.
Das Kunstmuseum Olten wurde 1902 eröffnet und basiert auf einer Sammlung von Werken des bedeutenden Oltner Malers Martin Disteli. Noch bis 1964 hiess es «Disteli-Museum»; heute umfasst es eine Kollektion von Gemälden und graphischen Blättern aus dem 19. Jahrhundert und eine Abteilung moderner Kunst.
Die übrigen Museen sind seit Herbst 2019 im «Haus der Museen» untergebracht. Es umfasst das Naturmuseum Olten, das Historische Museum Olten und das Archäologische Museum Kanton Solothurn. Die Museen sind städtische bzw. kantonale Einrichtungen. Sie arbeiten eng zusammen, sind aber im Sammlungs-, Ausstellungs- und Vermittlungsbereich eigenständig. Thematisch ist das Haus der Museen auf die Archäologie im Kanton Solothurn, auf die Geschichte der Stadt Olten und des Kantons von den Anfängen bis heute sowie auf die Naturgeschichte und Biodiversität auf lokaler, regionaler und kantonaler Ebene ausgerichtet.
Das Historische Museum Olten wurde im Jahr 1902 gegründet. Seit 1932 zeigt es seine Ausstellungen im damals neu errichteten Mehrzweckgebäude an der Konradstrasse. Das Museum pflegt umfangreiche Sammlungen mit Kulturgütern zur Stadtgeschichte von Olten und anderen Gemeinden des Kantons Solothurn. Es führt Vermittlungsprojekte zur Stadt- und Kulturgeschichte durch. Neu werden in der sogenannten «Geschichtswerkstatt» regelmässig Aspekte der Arbeit hinter den Kulissen einem breiten Publikum nähergebracht. Zu seiner Sammlung gehören grosse Bildarchive mehrerer Oltner Fotografen, zum Beispiel von Franz Gloor, Werner Rubin und Thomas Ledergerber sowie des Solothurner Industriefotografen Roland Schneider. Teilweise sind diese in der Dauerausstellung zu sehen.

### Kulturelle Veranstaltungen
Von 2006 bis 2015 fand jährlich im November die Buchmesse Olten statt. Der Anlass wurde im Jahr 1946 erstmals durchgeführt. Einige Jahre benützte die Buchmesse die Räumlichkeiten des Buchzentrums in Hägendorf, das aus dem 1882 in Olten gegründeten Schweizerischen Vereinssortiment hervorgegangen war. 2017 wurde das Buchfestival Olten ins Leben gerufen und findet seither im November statt.
Ebenfalls im November finden seit 1996 die Oltner Tanztage statt, die vom Verein Tanzinolten organisiert werden. Sie sind dem professionellen, zeitgenössischen Tanz in einem internationalen Rahmen gewidmet.
Seit 2012 organisieren lokale Kulturveranstalter jährlich im Dezember die 23 Sternschnuppen. Vom 1. bis am 23. Dezember wird täglich eine halbstündige Überraschungs-Veranstaltung geboten: Musik, Tanz, Schauspiel, Kabarett, Lesung, Film etc. Das Konzept sieht vor, dass die Zuschauer vorgängig nicht wissen, was an diesem Abend gezeigt wird.

### Sport
Der EHC Olten wurde 1934 gegründet und spielt seit 1970 in der zweithöchsten oder höchsten Eishockeyliga der Schweiz.

## Geschichte

### Frühzeit
Frühe steinzeitliche Höhlensiedlungen konnten in den Sälihöhlen nachgewiesen werden, auch der Mammutfund von Olten wird mit diesen Siedlungen in Zusammenhang gebracht. Auch sonst gibt es im Gebiet von Olten viele Funde aus unterschiedlichen Phasen der Steinzeit. Grund dafür sind die reichen Feuersteinvorkommen im Chalchofen, dem damals wichtigsten Rohstoff zur Herstellung von Werkzeugen. Die im Refugium im Waldareal Dickenbännli durch den Laienarchäologen Theodor Schweizer ausgegrabenen, als Bohrer gedeuteten Dickenbännlispitzen aus Siles (Feuerstein) gelten als Leitartefakte der Jungsteinzeit (Jungneolithikum). Vergleichen damit gibt es aus der Bronze- und Eisenzeit nur relativ wenige Funde im Gemeindegebiet, darunter je ein Dolch und ein Griffzungenschwert aus der Bronzezeit und zwei Armringe aus der Hallstattzeit. Aus der Latènezeit wurden zwei Sequaner-Münzen (im Stadtzentrum) und eine Fibel gefunden. Allerdings ist durch den erkennbar keltischen Ortsnamen gesichert, dass bereits damals an dieser Stelle eine Siedlung bestanden hat.

### Kelten- und Römerzeit
Zahlreiche Bodenfunde belegen, dass auf dem Plateau der Oltner Innenstadt zur Römerzeit eine bedeutende Siedlung bestand, deren Ortsname jedoch nicht überliefert ist. Mit den Methoden der Linguistik konnte der lateinische Name dennoch rekonstruiert werden, er lautete sehr wahrscheinlich *[apud] Olodūnum aus keltisch *Oladūnon und bedeutete "[bei der] Stadt am Fluss Olos/Ola", gebildet aus dem alteuropäischen Gewässernamen *Olos/*Ola und dem keltischen Appellativ -dūnon. Das keltische Wort dūnon bezeichnet eine befestigte oder eingezäunte Siedlung.
Wegen der vielen römischen Funde gab die Stadt im späten 19. Jahrhundert der neu angelegten Quartierstrasse nördlich des Kapuzinerklosters den Namen Römerstrasse. Im Bereich zwischen der Aare und der Baslerstrasse lag eine römische Kleinstadt (vicus) an der grossen Durchgangsstrasse zwischen der Stadt Aventicum (Avenches) und dem Legionslager Vindonissa (Windisch). In den Stadtgebieten Im Grund und Römerpark kamen ausgedehnte Ruinen römischer Landhäuser aus dem ersten Jahrhundert n. Chr. zum Vorschein. Im späten 4. Jahrhundert errichteten die Römer außerdem – wie bei Solothurn – zur Sicherung des Flussübergangs ein stark befestigtes Kastell, dessen Umfassungsmauer im Hochmittelalter als Fundament der Stadtmauer diente.

### Mittelalter
Obwohl eine ältere Besiedlung nachgewiesen ist, wird die Gründung von Olten den Grafen von Frohburg zugeschrieben. Urkundlich erscheint Olten erstmals 1201 im Namen des Uolricus de Oltun, Kanoniker in Zofingen. Im Stadtbrand von 1422 wurde leider das gesamte Archiv verbrannt, so dass keine Dokumente aus dieser Zeit mehr vorhanden sind.
1383 wurde Olten durch Bern und Solothurn belagert, aufgrund eines Unwetters mussten diese jedoch unverrichteter Dinge abziehen. Daraufhin wurde von ihnen das Gerücht verbreitet, dass das Unwetter durch eine Hexe beschworen wurde. Kurz darauf wurde in Niederbipp eine Frau aus der Klus als «Hexe von Olten» verhaftet. Dem Feuertod entging sie nur der Fürsprache der Frauen der Ratsherren.
Aufgrund der beiden verheerenden Stadtbrände von 1411 und 1422 erlosch das Interesse der Stadt Basel, und im Jahr 1426 gelangte Olten pfandweise in den Besitz der Stadt Solothurn. Im Jahr 1532 gingen die Herrschaftsrechte vom Bischof zu Basel für 1800 Gulden auf die Stadt Solothurn über.
Im Sommer 1611 brach die Pest aus, vom 13. Juli bis zum 25. November und sollen ihr etwa 200 Oltener zum Opfer gefallen sein, nur 14 hätten überlebt. Im Oktober erreichte die Seuche Solothurn, wo sie aber weniger schwer grassierte.
Die Unterstützung der aufständischen Bauern kostete die Stadt im Jahr 1653 sämtliche politische Privilegien und machte Olten zu einem gewöhnlichen Untertanenstädtchen. Erst die Helvetische Republik händigte am 12. November 1800 das seit 1653 in Solothurn deponierte Stadtrecht und Siegel wieder aus.

### Neuzeit

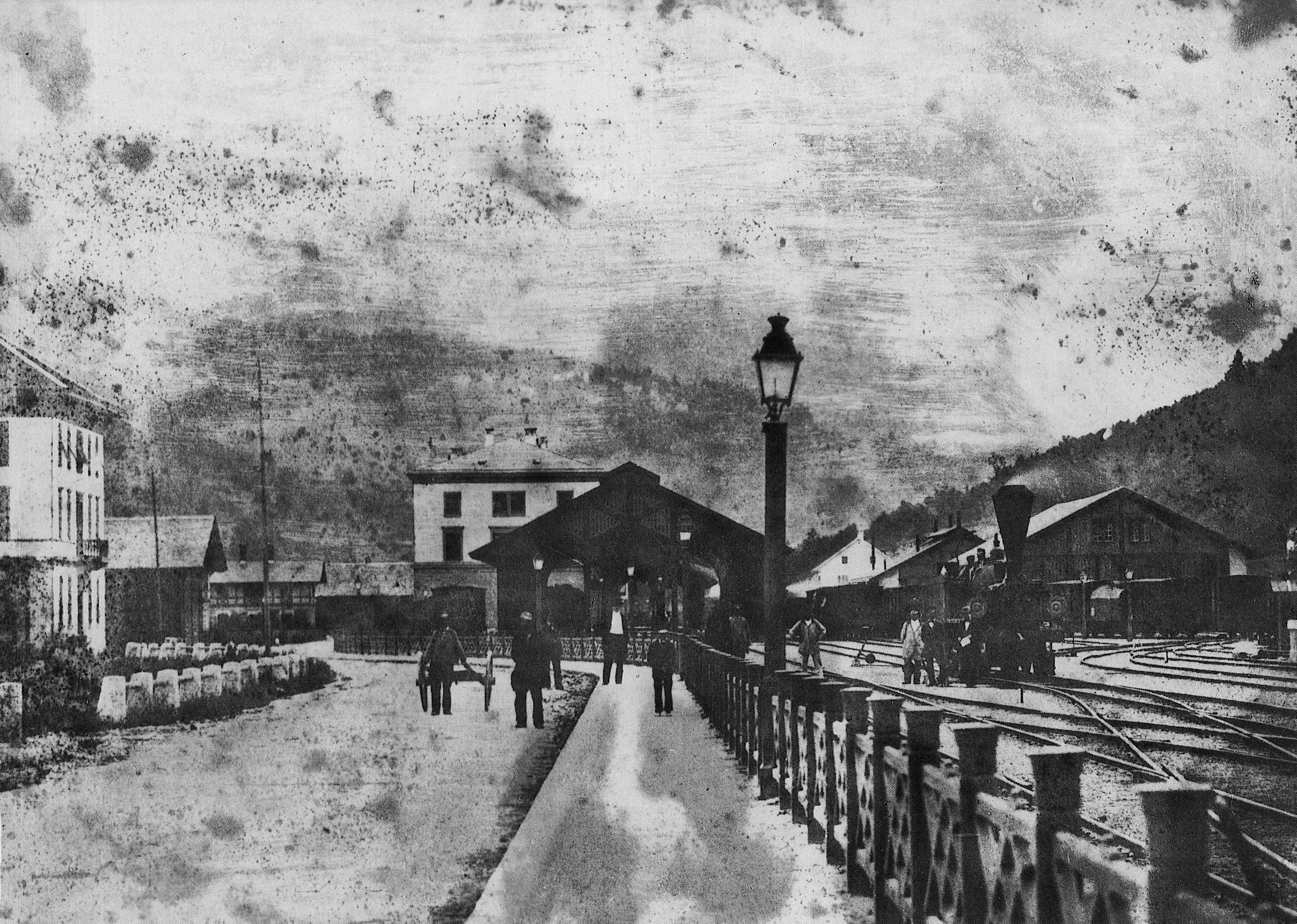
Bahnhof Olten um 1860.

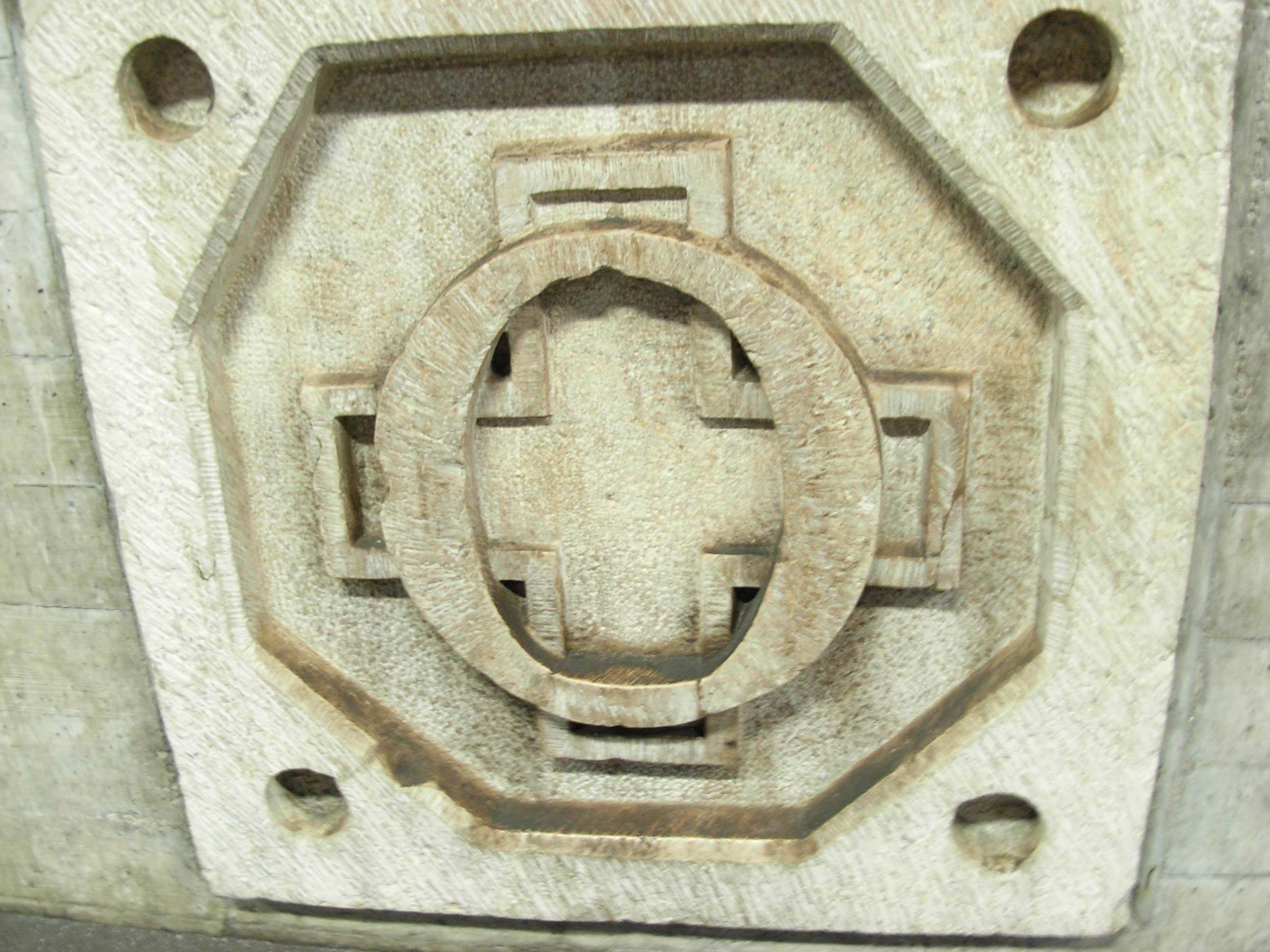
Kilometer-Null-Stein im Bahnhof Olten

Um 1850 wurde Olten zum Knotenpunkt der wichtigen schweizerischen Eisenbahnlinien, die Stadt lockte die Schweizerische Centralbahn mit einer grosszügigen Offerte. Noch heute erinnert der Kilometer-Null-Stein daran, dass das gesamte Schienennetz der Schweiz von Olten aus vermessen wurde. Ab 1909 hatte Olten eine Eisenbahner-Wohnbaugenossenschaft.

### Die beiden Weltkriege
Im Bereich der Fortifikation Hauenstein (Wisenberg-Hauenstein-Ifenthal-Belchen) wurde im Ersten Weltkrieg ein Festungssystem mit 50 km Länge und über 150 Geschützstellungen angelegt. Der rückwärtige Dienst war mit über 72'000 Armeeangehörigen und 10'000 Pferden in Olten stationiert.
1918 wurde das Oltener Aktionskomitee durch den Führer der schweizerischen Arbeiterbewegung, Robert Grimm, ins Leben gerufen. Der Generalstreik in Olten verlief friedlich.
Auch im Zweiten Weltkrieg wurden in Olten wieder über 60'000 Armeeangehörige einquartiert. Zusätzlich gab es in Olten über 18'000 Flüchtlinge und Internierte. Der Flugplatz Olten wurde mit einer Messerschmitt-Staffel von fünf Flugzeugen belegt.

## Wirtschaft

### Industrie
Die Industrialisierung der Region Olten seit der Mitte des 19. Jahrhunderts führte zur Gründung vieler Firmen und Niederlassungen:
- 1855 Zentralwerkstätte der Schweizerischen Centralbahn SCB, später SBB-Hauptwerkstätte Olten, heute SBB Industriewerk Olten
- 1866 Giesserei von Roll
- 1866 Schuhfabrik Strub und Glutz
- 1868 Maschinenfabrik Louis Giroud
- 1869 Lampenfabrik Pfändler
- 1888 Steinbaukasten Dr. Richter AG
- 1898 Seifenfabrik Helvetia, 1909 umbenannt in Seifenfabrik Sunlight, erste kontinentaleuropäische Tochterfirma von Lever Brothers[31]
- 1901 Aluminiumwarenfabrik E. Pfaendler & Cie. (Pfannen und Töpfe)
- 1903 R. Nussbaum AG
- 1904 Berna (Fahrzeugbau)
- 1906 Glashütte Maetz und Söhne
- 1911 Nago (Nährmittelwerke AG, Olten). Brachte 1927 das Instant-Kakao-Getränk Banago auf den Markt. 1971 von Lindt & Sprüngli übernommen
- 1917 OLMA

Heute existieren davon noch die Giroud-Olma AG als Fusion der beiden obigen Firmen sowie die R. Nussbaum AG.

### Medien
Olten ist Standort von Medienfirmen, so z. B.:
- Dietschi AG, Herausgeberin des Oltner Tagblatts
- Walter Verlag, 1992 vom Patmos-Verlag übernommen
- Der Verlag Schweizerisches Jugendschriftenwerk wurde 1931 in Olten gegründet.

### Weitere Unternehmen (Auswahl)
- Atel (Aare-Tessin Aktiengesellschaft für Elektrizität), 2009 im Energiekonzern Alpiq aufgegangen mit Sitz in Lausanne und Olten
- Swiss Prime Site, Immobilieninvestmentgesellschaft
- Usego (Union Schweizerische Einkaufsgesellschaft Olten), Detailhandelsunternehmen. Nach diversen Fusionen und Übernahmen seit den 1970er Jahren 2005 als rechtliche Einheit liquidiert. Markantes Geschäfts- und Lagerhaus an der Bahnlinie Olten-Wangen
- Alternative Bank Schweiz AG (ABS), ein Kreditinstitut, das als Ziel nicht die Gewinnmaximierung, sondern die Förderung von ökologischen und sozialen Projekten hat
- Baugesellschaft Olten AG, ehemalige Baugesellschaft

### Prostitution
Olten hatte während vieler Jahre den Ruf, den «längsten Strassenstrich der Schweiz» zu beheimaten. In einer Richtlinie von 1992 tolerierte der Stadtrat die gut zwei Kilometer lange Industriestrasse offiziell als Strichzone. Im Oktober 2004 beschloss der Stadtrat, der offenen Prostitution in diesem Gebiet ein Ende zu setzen, um den vorhandenen Betrieben und etwaigen Neu-Investoren ein angenehmeres Umfeld zu bieten. Für die Industriestrasse gilt seit Anfang 2005 zwischen 20 und 5 Uhr ein Nachtfahrverbot. Mit strengen Polizeikontrollen werden Prostituierte und Freier vertrieben. Die Strategie hatte schrittweise Erfolg.

## Sehenswürdigkeiten

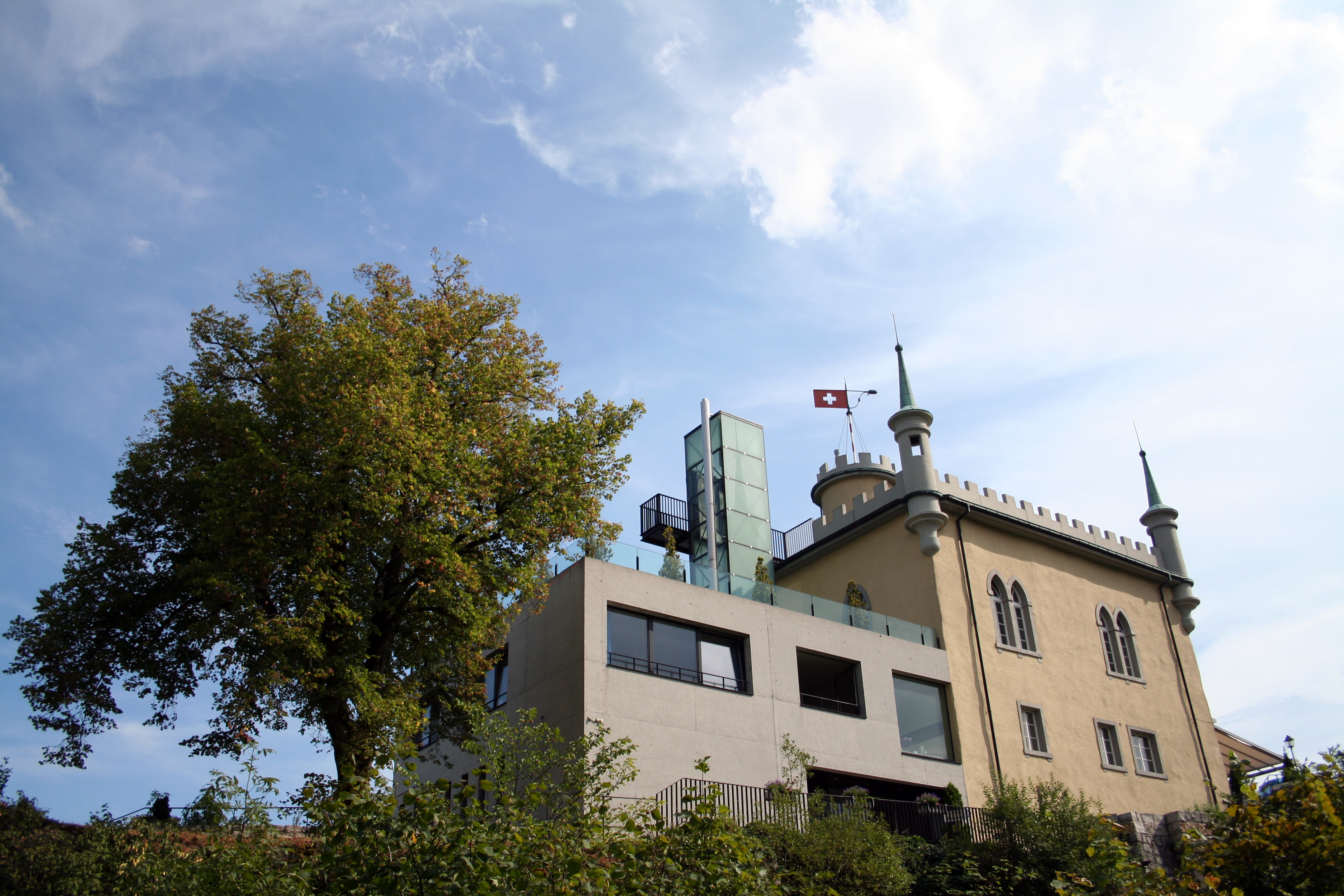
Sälischlössli

- Die 1803 von Blasius Balteschwiler erbaute Holzbrücke über die Aare führt vom Bahnhofsquai schräg vis-à-vis des Hauptbahnhofes direkt in die Altstadt mit einigen sehenswerten Kirchen, alten Bürgerhäusern und dem Stadtturm.
- Das Bahnhofbuffet Olten ist in der ganzen Schweiz bekannt, hier wurden zahlreiche bedeutende Vereinigungen gegründet, z. B. die Schweizer literarische Gruppe Olten und der Schweizer Alpen-Club SAC.
- Das Altstadtrestaurant Rathskeller (im Volksmund Chöbu) fällt auf mit seiner Fassade und der Waffensammlung.
- Mehrere Wanderwege führen von Olten in die Umgebung, zum Beispiel auf die Frohburg oder das Sälischlössli, das Starkoch Anton Mosimann kurzzeitig als Gourmetrestaurant bewirtschaftete, mittlerweile aber wieder verkaufte. Am Ufer der Aare führen ebenfalls mehrere Wanderwege entlang.
- Die Berge des Schweizer Jura bieten in nächster Umgebung Gipfelziele wie den Belchen (1123 m) mit Panorama ins nordwestlich gelegene Baselbiet und nach Süden auf die Berner Alpen mit Eiger, Mönch und Jungfrau.
- Bemerkenswert ist auch die römisch-katholische Pfarrkirche St. Marien, sie wurde nach Plänen des Architekten Hermann Baur aus Basel erbaut. Besonderheit ist der Turm in Form eines Campanile, wo sich vier Glocken befinden. Bemerkenswert ist auch das Gemälde von Ferdinand Gehr über dem Altarraum.
- Die beiden Geläute von St. Martin und der Friedenskirche sind erwähnenswert. Sie haben je eine mächtige Nulloktavglocke als grosse Glocke. Beide Geläute erklingen in As-Dur.
- 2016 wurde der Schweizer Schriftstellerweg eröffnet.[32] Den Autoren Franz Hohler, Alex Capus und Pedro Lenz ist je eine Audio-Tour mit je 8 Standorten gewidmet. An diesen Orten kann man mit einem Smartphone mittels eines QR-Codes Geschichten anhören, die von den Autoren selber vorgelesen wurden. Auf einer vierten Tour sind Werke von anderen Autoren zu hören.

## Persönlichkeiten

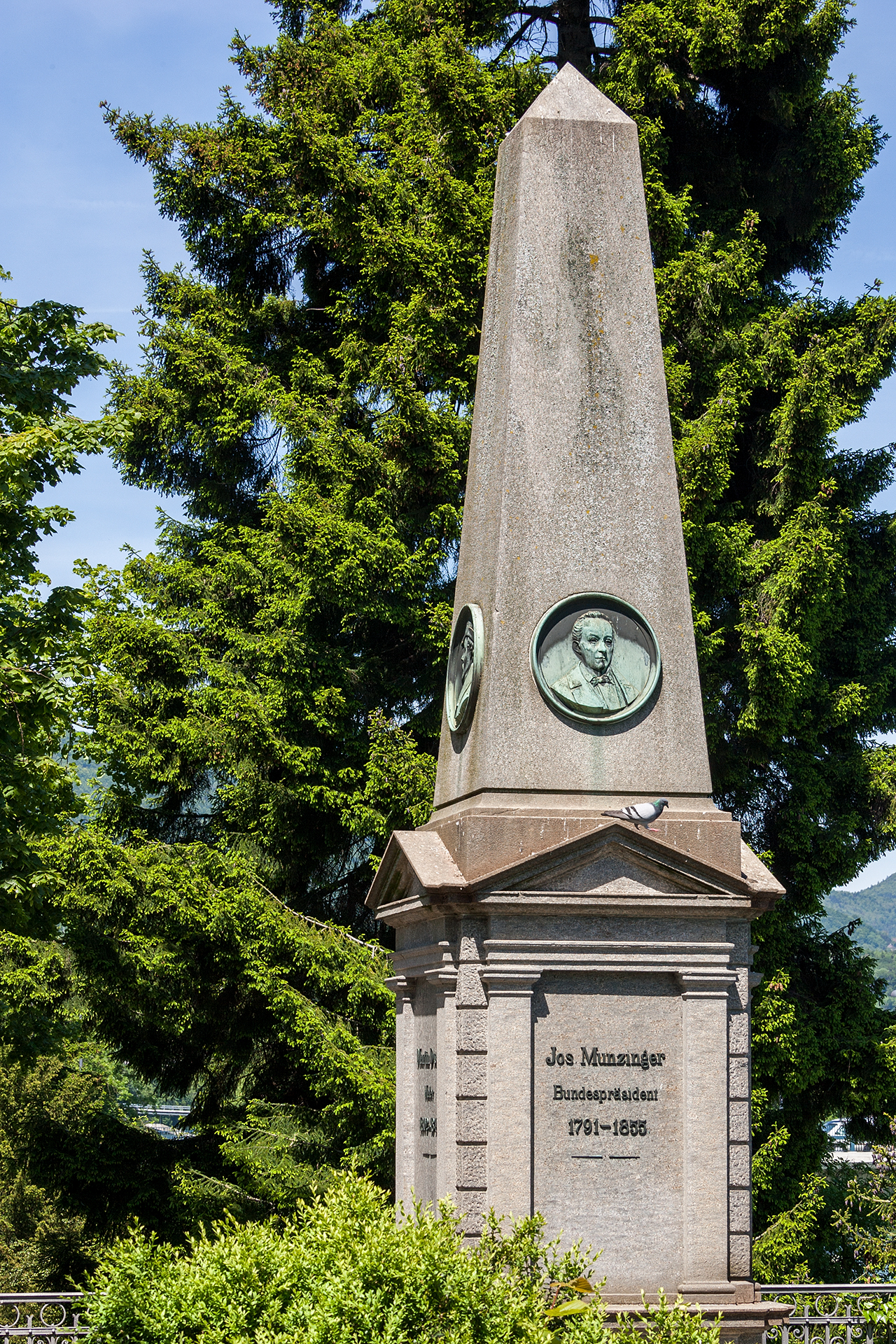
Denkmal für vier Oltner Persönlichkeiten

- Max Affolter (1923–1991), Jurist und Politiker
- Caroline Agnou (* 1996), Leichtathletin
- Beda Allemann (1926–1991), Literaturwissenschaftler und Hochschullehrer
- Fabio Antoniali (* 1975), Musikproduzent, Musiker
- Umberto Arlati (1931–2015), Jazzmusiker und Musikpädagoge
- Benedikt von Arx (1817–1875), Notar, Richter, Politiker
- Casimir von Arx (1852–1931), Politiker und erster Verwaltungsratspräsident der SBB
- Ferdinand von Arx (1868–1944), Bauunternehmer und Politiker
- Ildefons von Arx (1755–1833), Pater des Klosters St. Gallen, Archivar und Historiker
- Thomas von Arx (* 1984), Politiker
- Blasius Balteschwiler (1752–1832), Zimmermann
- Hermann Berger (1905–1979), Lehrer und Politiker
- Ursula Berger (* 1950), Tänzerin, Tanzpädagogin und Choreografin
- Iseut Bersier (1935–2022), Malerin, Bildhauerin, Illustratorin und Musikerin
- Hanspeter Betschart (* 1951), Theologe, Kapuziner, Pfarrer
- Joel Bichsel (* 2002), Fussballspieler
- Lian Bichsel (* 2004), Eishockeyspieler
- Peter André Bloch (* 1936), Germanist und Hochschullehrer
- Albert Borer (1910–2004), Werbegrafiker und Reklamefotograf
- Karl Borner (1898–1973), Leichtathlet, Sprinter, Olympiateilnehmer
- Paul Brandt (1852–1910), evangelischer Geistlicher, Redakteur, Gewerkschafter und Politiker
- Sylvia Bühler-Haas (* 1963), Malerin und Designerin
- Gustav von Burg (1871–1927), Lehrer, Ornithologe und Publizist
- Raphaela Bürgi (1923–2021), Ordensschwester, Künstlerin
- Alex Capus (* 1961), Schriftsteller
- Johann Bonaventura Cartier (1800–1858), Politiker
- Hans Derendinger (1920–1996), Rechtsanwalt, Redaktor, Stadtammann
- Eugen Dietschi-Kunz (1881–1951), Buchdrucker und Historiker
- Peter Dietschi (1830–1907), Redaktor, Verleger, Politiker
- Martin Disteli (1802–1844), Maler
- Anna Engeler (* 1985), Mitglied und Präsidentin Gemeindeparlament (2013), Kantonsrätin (Grüne)
- Verena Ehrich-Haefeli (* 1933), Literaturwissenschaftlerin
- Monika Fasnacht (* 1964), Moderatorin
- Maria Felchlin (1899–1987), Vorkämpferin für das Frauenstimmrecht
- Marlene Fischer (* 1996), Kantonsrätin (Grüne)
- Marianne Flück-Derendinger (* 1957), Bildhauerin
- Thomas Frei (* 1985), Radrennprofi
- Hans Frey-Hoepfner (1865–1939), Seminarlehrer, Geologe und Mineraloge
- Myriam Frey Schär (* 1972), Mitglied Gemeindeparlament, Kantonsrätin (Grüne)
- Roland Fürst (* 1961), Politiker
- Markus Gadient (* 1958), Maler und Zeichner
- Ernst Gaugler (1891–1963), christkatholischer Geistlicher, Theologe und Professor
- Hans Gerny (1937–2021), christkatholischer Bischof
- Arnold Gilg (1887–1967), christkatholischer Geistlicher und Professor
- Otto Gilg (1891–1976), christkatholischer Geistlicher und Kirchenhistoriker
- Angelina Girardetti (* 1947), Künstlerin in den Bereichen Bühnenbild, Film, Installation, Malerei, Zeichnung
- Franz Gloor (1948–2009), Fotograf
- Joris Gratwohl (* 1973), Schauspieler
- Marco Grob (* 1965), Porträt-Modefotograf
- Jörg Hamburger (1935–2014), Grafikdesigner, Typograf, Plakatgestalter und Lehrer
- Bernhard Hammer (1822–1907), Bundesrat
- Adelheid Hanselmann (* 1946), Künstlerin
- Ernesto Hebeisen (1919–2007), Künstler
- Bruno Bernhard Heim (1911–2003), Erzbischof und Heraldiker
- Peter Heim (* 1944), Historiker, Lehrer und Archivar
- Anna Heer (1863–1918), Ärztin und erste Präsidentin des Krankenpflegebundes
- Eduard Herzog (1841–1924), Theologe und christkatholischer Bischof
- Franz Hohler (* 1943), Schriftsteller, Kabarettist und Liedermacher
- Gökhan Inler (* 1984), Fussballspieler
- Ueli Jäggi (* 1954), Schauspieler und Hörspielsprecher
- Josef Jeker (1841–1924), Pfarrer und Bienenforscher
- Sibylle Jeker (* 1983), Politikerin
- Eduard Kaeser (* 1948), Physiker, Philosoph, Publizist
- Conny Kissling (* 1961), Freestyle-Skierin
- Walter Kräuchi (1913–1996), Gewerkschafter, Redaktor, Politiker
- Hermann Kull (1873–1961), Maschinen- und Elektroingenieur
- Rosmarie Kull-Schlappner (1921–1997), Redaktorin und Journalistin
- Niels Kuster (* 1957), Elektroingenieur und Hochschullehrer
- Michael Lauber (* 1965), Bundesanwalt
- Denis Malgin (* 1997), Eishockeyspieler
- Bruno Moll (* 1948), Dokumentarfilmer
- Mike Müller (* 1963), Kabarettist und Schauspieler
- Paul Emanuel Müller (1927–2018), Philologe, Schriftsteller und Redaktor
- Paul Hermann Müller (1899–1965), Chemiker, Nobelpreis für Medizin 1948
- Stefan P. Müller (* 1978), Politiker und Nidwaldner Landrat
- Josef Munzinger (1791–1855), Bundesrat
- Marie Munzinger (1885–1952), Pädagogin und Lehrmittelautorin
- Ulrich Munzinger (1787–1876), Kaufmann, Stadtammann
- Walther Munzinger (1830–1873), Kirchenrechtler
- Werner Munzinger (1832–1875), Afrikaforscher
- Fritz von Niederhäusern (1876–1955), Baumeister und Architekt
- Werner Nydegger (* 1945), Cartoonist, Grafiker, Maler, Designer, Plastiker
- Rudolf Peyer (1929–2017), Schriftsteller
- Seraina Plotke (1972–2020), germanistische Mediävistin, Latinistin und Hochschullehrerin
- Stefano Prada (* 1973), House-DJ und Produzent
- Konrad Viktor Pressel (1857–1929), Wasserbauingenieur
- Ivana Rentsch (* 1974), Musikwissenschaftlerin und Hochschullehrerin
- Niklaus Riggenbach (1817–1899), Erfinder des Zahnradbahnsystems
- Christof Schelbert (* 1956), Künstler und Hochschullehrer
- Guido Schmezer (1924–2019), Schriftsteller
- Karl Schmid (1827–1909), Buchhändler, Gründer des Vereinssortiments
- Marianne Schmid Mast (* 1965), Psychologin, Hochschullehrerin
- Leo Schürmann (1917–2002), Politiker und SRG-Generaldirektor
- Daniel Schwartz (* 1955), Fotograf
- Johann Jakob Speiser (1813–1856), Kaufmann und Politiker
- Marvin Spielmann (* 1996), schweizerisch-kongolesischer Fussballspieler
- Rhaban Straumann (* 1972), Schauspieler, Satiriker und Autor
- Walter Straumann (* 1943), Politiker, Regierungsrat
- Emil Strub (1858–1909), Eisenbahningenieur
- Lilian Uchtenhagen (1928–2016), Politikerin (SP)
- Ramon Vega (* 1971), Fussballspieler
- Sandro Vitali (* 1966), Radrennfahrer
- Jeanne Wälchli-Roggli (1904–1978), Malerin und Bildhauerin
- Otto F. Walter (1928–1994), Schriftsteller
- Charlotte Weber (1912–2000), Flüchtlingshelferin und Autorin
- Mischa Wyss (* 1983), Mundart-Chansonnier und Kabarettist
- Hans Zaugg (1913–1990), Architekt

## Galerie

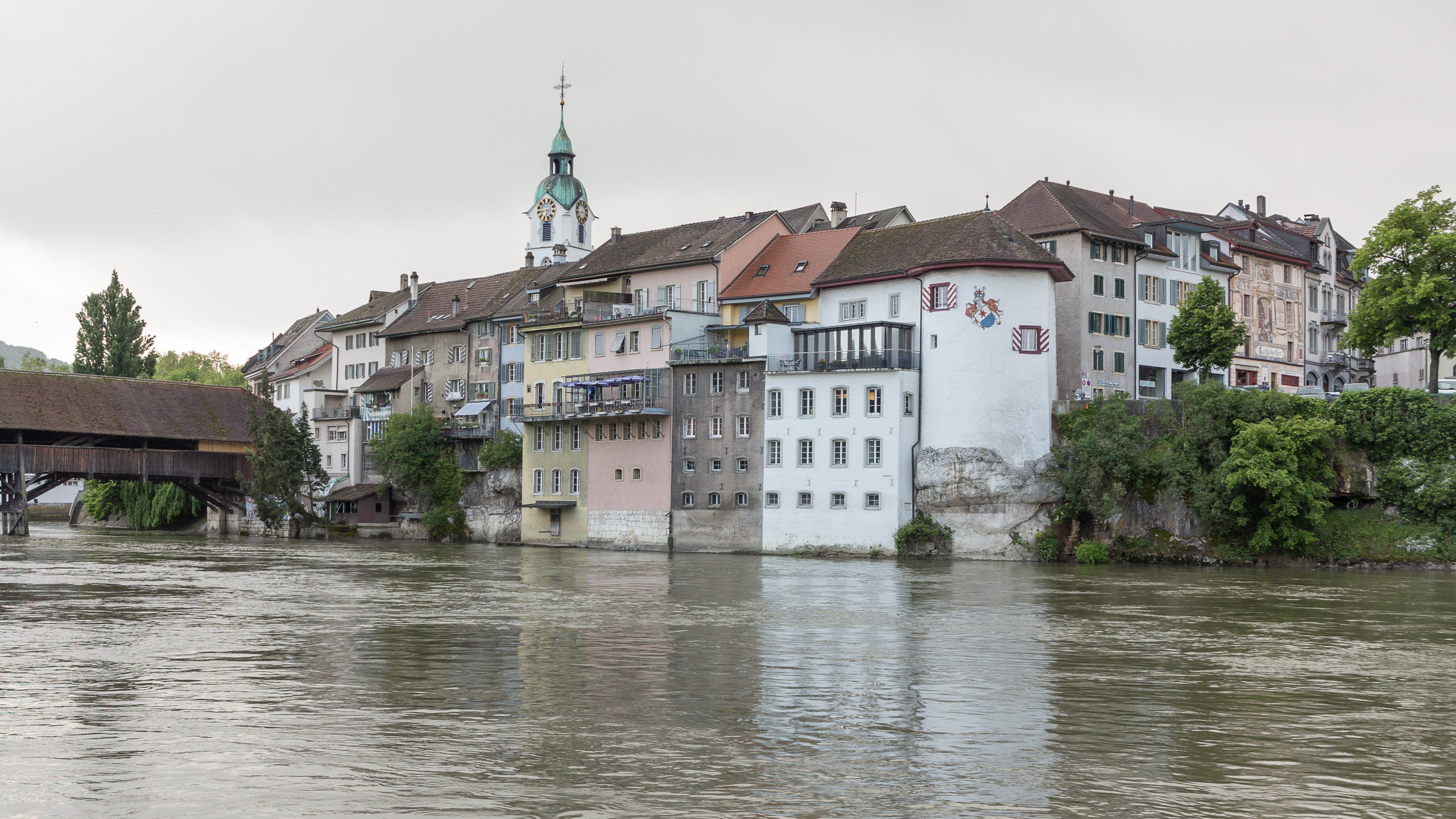
Altstadtpartie an der Aare
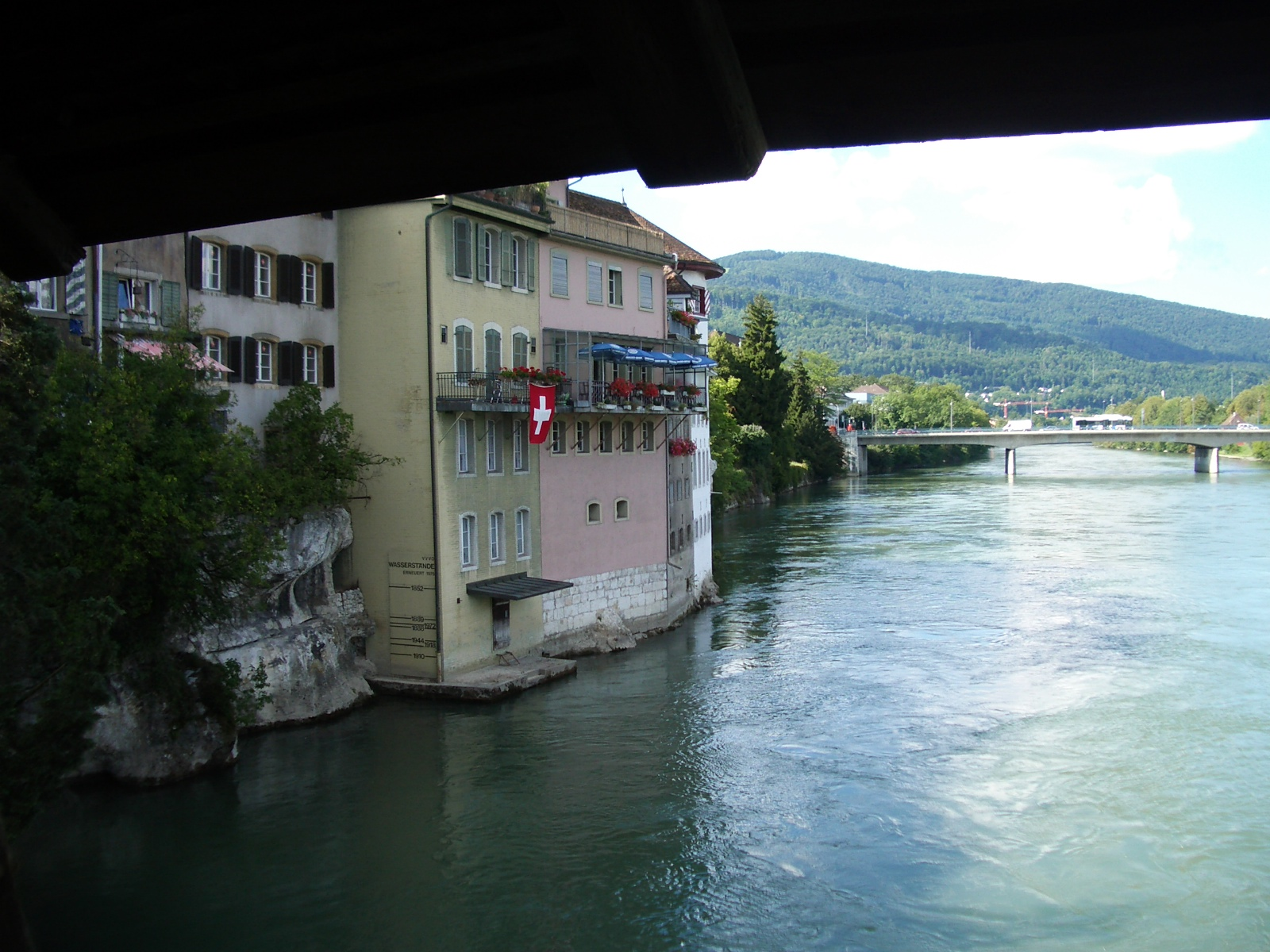
Olten von der Holzbrücke mit Wasserhöchstständen
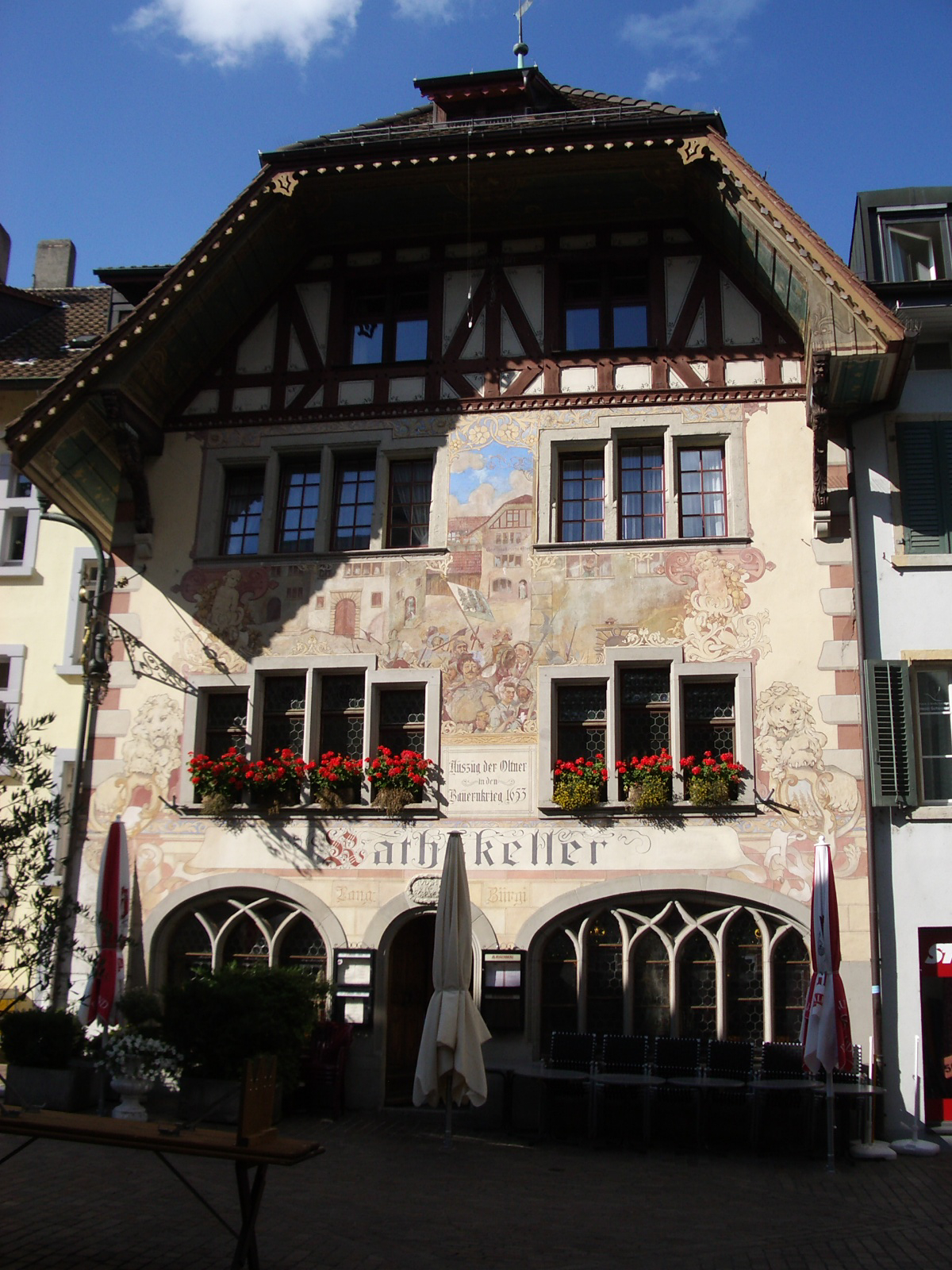
Fassadenmalerei beim Restaurant Ratskeller Chöbu: Auszug der Oltner in den Schweizer Bauernkrieg 1653
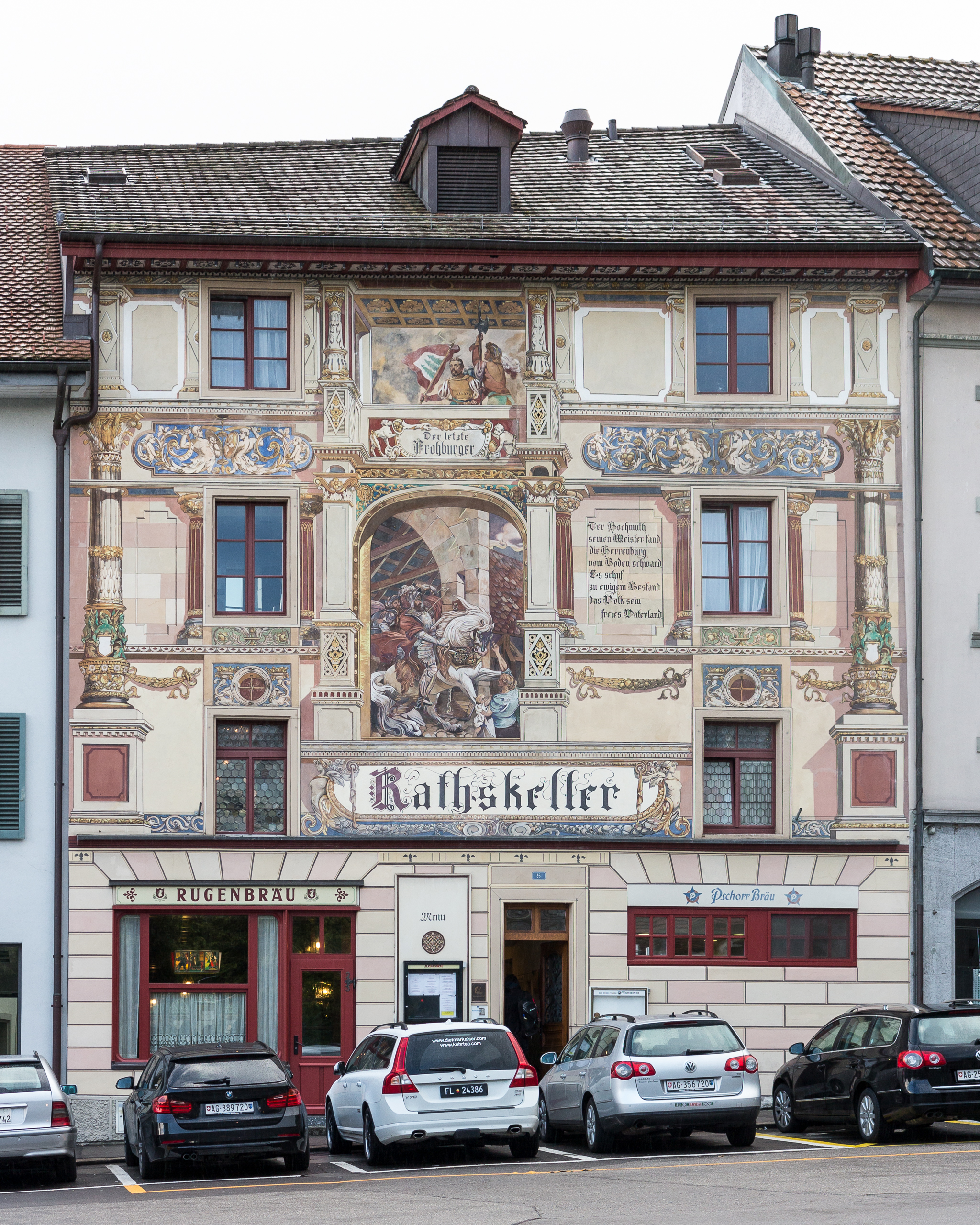
Rückseite des Ratskellers
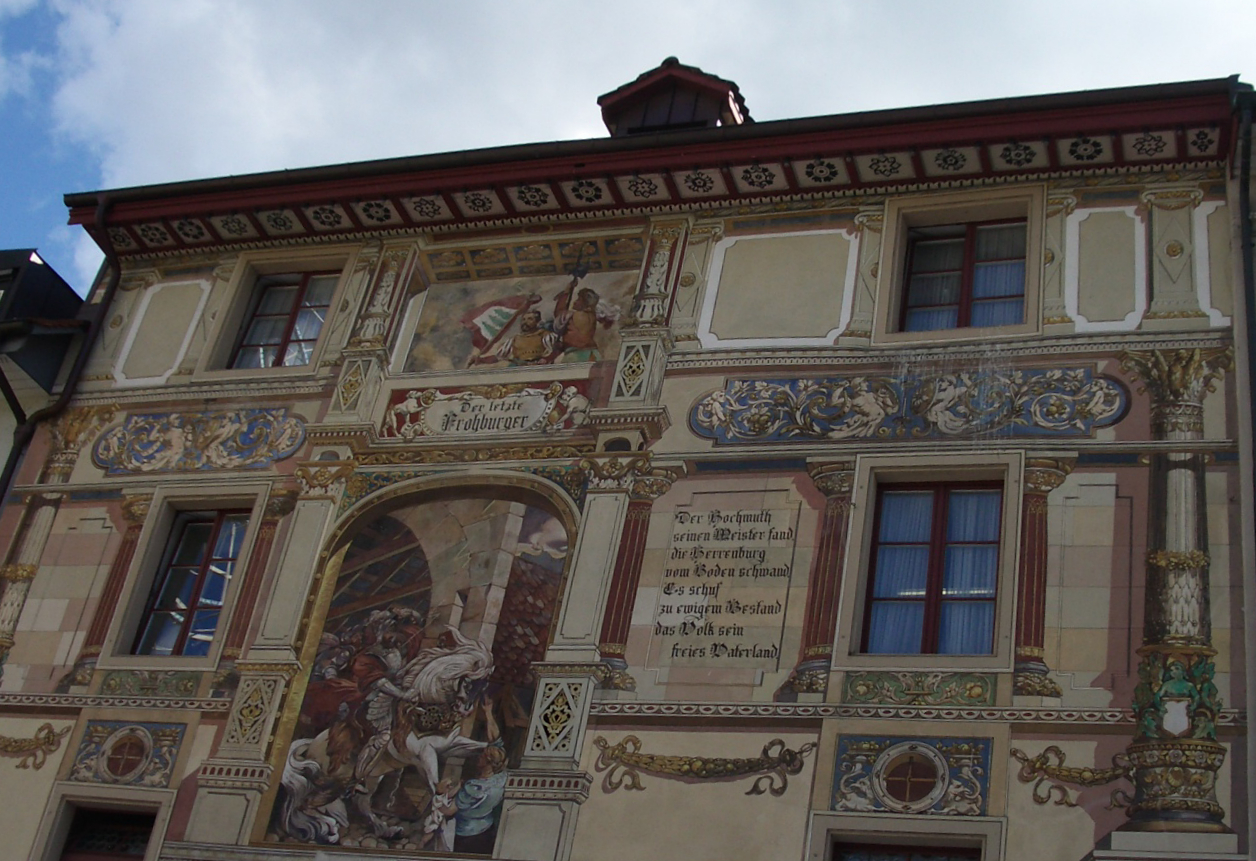
Fassadenmalerei über dem Haupteingang des Chöbu: Der letzte Frohburger
Olten, Holzstich, 1548
Olten, Kupferstich von Emanuel Büchel, zwischen 1754 und 1773
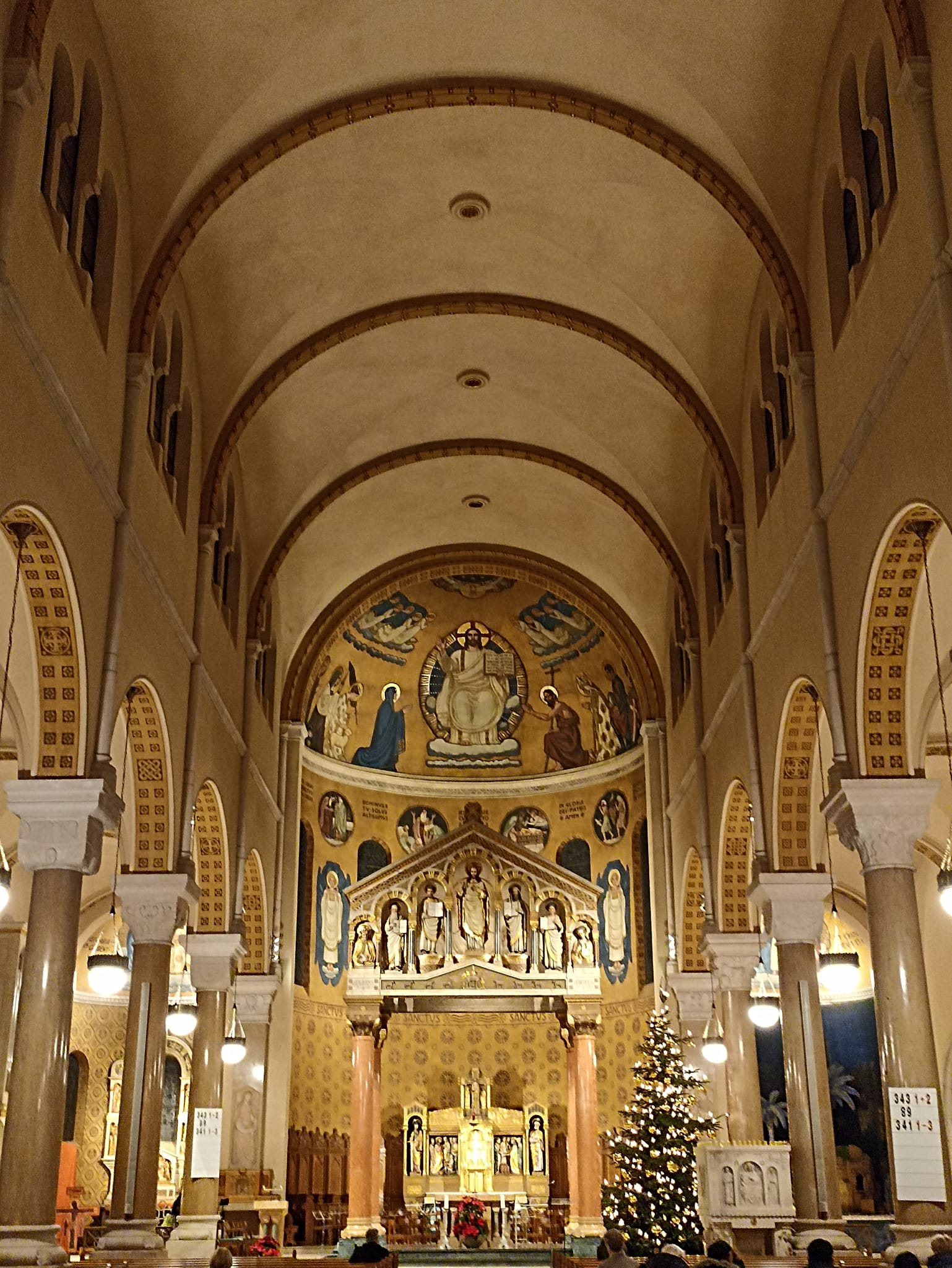
Die Kirche St. Martin, Weihnachten, 2023